# 3. Streichquartett (Beethoven)

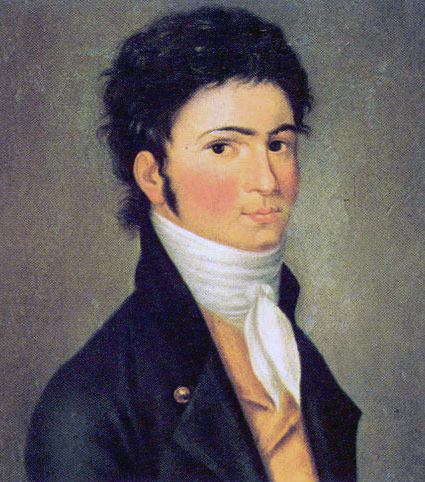
Beethoven-Porträt von Carl Traugott Riedel aus dem Jahr 1801

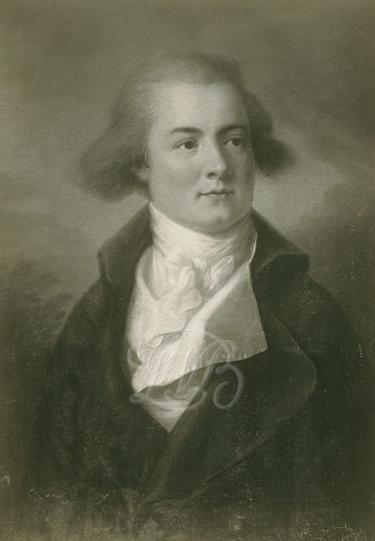
Franz Joseph Maximilian von Lobkowitz, Widmungsträger der Quartette op. 18, auf einem Ölgemälde von Friedrich Oelenhainz

Das Streichquartett Nr. 3 D-Dur op. 18,3 ist ein Streichquartett von Ludwig van Beethoven.

## Entstehung
Es entstand von Herbst 1798 bis Januar 1799 und – entgegen seiner Nummerierung als Nummer 3 – als erstes der sechs Streichquartette op. 18. Die Nummerierung in der Opus-Zahl entspricht der Reihenfolge, in der die Quartette gedruckt wurden. Zwar ist die Entstehungsreihenfolge der Quartette op. 18 nicht eindeutig gesichert, da die Autographe verloren sind, sie lässt sich aber anhand der Skizzenbücher vermuten.
Das Quartett wurde im Jahr 1801 veröffentlicht. Auftraggeber und Widmungsträger dieses wie auch der übrigen Quartette op. 18 ist Fürst Franz Joseph Maximilian von Lobkowitz.

## Satzbezeichnungen
1. Allegro (D-Dur)
2. Andante con moto (B-Dur)
3. Allegro (D-Dur)
4. Presto (D-Dur)

## Zur Musik

### Erster Satz
Das lyrische Hauptthema in der Exposition des ersten Satzes ist von Septimen bestimmt. Dessen Melodik in der ersten Violine erinnert an das D-Dur-Streichquartett (KV 575) von Wolfgang Amadeus Mozart. Das Seitenthema dagegen kontrastiert mit Synkopen und Sforzati. In der Durchführung führen Variationen des Hauptthemas sowie weitere Synkopen und Sforzati zu sechsstimmigen Triolen. In der Reprise dominiert erneut die Septime, bevor der Satz in kräftigen Achteln endet.

### Zweiter Satz
Das kantable Hauptthema des zweiten Satzes besteht aus vier Tönen, die dreimal – jeweils in einer höheren Tonlage – wiederholt werden. Ihm wird ein heiteres Seitenthema gegenübergestellt. In diesem tänzeln die Instrumente sowohl auf kanonische Weise umher als auch in den Pausen umeinander. Die Reprise wird von mit Sforzati unterlegten Sechzehnteln bestimmt, bevor dieser Satz in der Coda in immer schwächer werdenden Pausen endet.

### Dritter Satz
In Abweichung von der Tradition bezeichnet Beethoven den dritten Satz nicht mehr als „Scherzo“, sondern nur noch neutral mit der Tempoangabe „Allegro“. Der Satz lehnt sich in seiner Liedartigkeit an die ersten beiden Sätze an. Der Mittelteil in Moll (mit „Minore“ betitelt) ist durch Achtelläufe gekennzeichnet.

### Vierter Satz
Aus Beethovens Skizzen ist ersichtlich, dass der Komponist für den vierten Satz ursprünglich ein anderes Finale geplant hatte. Die Version, die schließlich als Finalsatz Eingang in das Quartett fand, besteht in der Exposition aus einem Tarantella-Tanz im Sechsachtel-Takt, der auch vom etwas ruhigeren Seitenthema nicht gebremst werden kann. In der Durchführung spielen in einer immer wieder neuen Kombination zwei Instrumente das Themenmotiv gegen ein drittes. In der Coda kommt der Satz in einem Pianissimo zu einem überraschenden Ende.